# Herbert Adamski
Herbert Adamski (født 30. april 1910 i Berlin, død 11. august 1941) var en tysk roer og olympisk guldvinder.
Adamski deltog sammen med Gerhard Gustmann og styrmand Dieter Arend i toer med styrmand ved OL 1936 i Berlin. Tyskerne vandt sikkert deres indledende heat i ny olympisk rekordtid, hvorefter de i finalens første halvdel kunne se den italienske båd lægge sig i spidsen. Men tyskerne satte en offensiv ind og sikrede sig guldet med et forspring på næsten tretten sekunder til italienerne, mens den franske båd fik bronze.
Gustmann og Adamski vandt desuden to EM-medaljer i toer med styrmand, en guldmedalje ved EM 1937 og en sølvmedalje ved EM 1938, begge med Günther Holstein som styrmand.
Adamski blev som soldat i den tyske værnemagt dræbt på østfronten under 2. verdenskrig.

## OL-medaljer
- 1936:  Guld i toer med styrmand